# Scyllarides squammosus
Scyllarides squammosus е вид десетоного от семейство Scyllaridae. Видът не е застрашен от изчезване.

## Разпространение и местообитание
Разпространен е в Австралия (Западна Австралия, Куинсланд и Нов Южен Уелс), Вануату, Индонезия, Кения, Мавриций, Мадагаскар, Маршалови острови, Мозамбик, Нова Каледония, Обединени арабски емирства, Оман, Папуа Нова Гвинея (Бисмарк), Провинции в КНР, САЩ (Хавайски острови), Сейшели, Соломонови острови, Соломонови острови, Сомалия, Тайван, Танзания, Тувалу, Уолис и Футуна, Фиджи и Япония.
Обитава океани и рифове. Среща се на дълбочина от 7,5 до 71 m, при температура на водата от 21,5 до 25 °C и соленост 34,6 – 35,2 ‰.